# Alain Caussade
Pas d'image ? Cliquez ici

a Compétitions nationales et continentales officielles uniquement.

b Matchs officiels uniquement.
Dernière mise à jour le 24 août 2015.
Alain Caussade, né le 27 juillet 1952 à Juillan, est un joueur de rugby à XV qui a joué avec l'équipe de France de 1978 à 1981, évoluant au poste de demi d'ouverture. Il a joué avec le FC Lourdes.

## Carrière
Il a disputé son premier test match le 3 décembre 1978, contre l'équipe de Roumanie, et son dernier test match fut contre l'équipe d'Irlande, le 7 février 1981.
Le 14 juillet 1979 il participe à la première victoire française en Nouvelle-Zélande.
Caussade a disputé deux matchs du grand Chelem de 1981.
Il a joué avec les Barbarians français en 1984.
Il participe aux dernières belles années du FC Lourdes, jouant 2 demi-finale en 1981 et 1985 et 6 quart de finale en 1975, 1976, 1978, 1982, 1983 et 1989.

## Palmarès

### En club
Avec le FC Lourdes
- Challenge Yves du Manoir :
  - Vainqueur (1) : 1981
  - Finaliste (1) : 1977
- Coupe de France :
  - Finaliste (1) : 1984

### En équipe de France
- 12 sélections
- Sélections par année : 1 en 1978, 6 en 1979, 3 en 1980, 2 en 1981
- Tournois des Cinq Nations disputés : : 1979, 1980, 1981

### Autre sélection
- International France A : 1 sélection en 1979 contre le Canada.